# 馬全
馬全（1732年—1773年），原名馬瑔，字具堂，號繩齋，山西陽曲縣人。清朝軍事人物。乾隆年间两登武科殿试鼎甲，先取探花，後中狀元。官至四川提督。隨軍進攻金川時戰死。朝廷追諡壯節。

## 生平

### 探花
馬全本名馬瑔，乾隆十六年（1751年）舉辛未科武舉人，十七年（1752年）中式壬申恩科一甲第三名武進士（探花）。授官二等侍衛。乾隆二十年（1755年），出官福建撫標右營遊擊。不久，他與同官言語爭執，繼而拳腳相加。同僚敗走，馬瑔騎馬追逐，到護城河橋上繼續廝打，二人均墜入水中。經旁人勸解，二人同往提督行轅，馬瑔又大嘩不止。結果兩人均被罷官削籍。此時，馬瑔尚未年滿三十。

### 狀元
馬瑔落職之後，重歸白身，流落京師。大學士傅恒深惜其材勇，留其在京營做教習。乾隆二十四年（1759年），適逢己卯科鄉試，馬瑔改名馬全，以寄籍順天府大興縣武生，重新參加科考，中武舉人。乾隆二十五年（1760年），馬全聯捷會試。十月殿試，乾隆帝親往紫光閣校閱。馬全脫穎而出，乾隆帝將其認出，問道：「爾馬瑔耶？」馬全當即叩頭謝罪，講明原委。乾隆帝並未追究，反而將馬全點爲一甲第一名，授頭等侍衛。同一人以探花再中狀元，前所未有。

### 外任
乾隆二十七年（1762年），乾隆帝南巡，馬全隨往護駕，受命署任江西南昌鎮總兵，賜孔雀翎。任內上疏，自陳校閱各營操練、巡查隘口等政績，得到乾隆帝褒獎，授江蘇蘇松鎮總兵。乾隆三十四年（1769年），升江南提督，請求改歸原籍。乾隆三十七年（1772年），調甘肅提督，入京陛見，獲賜黑狐褂。

### 戰歿
乾隆三十八年（1773年），改四川提督，受命隨大軍征討金川，任領隊大臣。將軍溫福在木果木駐軍，馬全偕同都統海蘭察進攻昔嶺，奪取碉堡兩座。敵兵大至，馬全在冰雪中鏖戰一晝夜，終於取勝。日暮，馬全撤兵，敵軍在後追趕，馬全設伏擊抵抗，并搜索山麓，建柵數十作為聲援。木果木大營崩潰，馬全負責殿後，戰死。死訊上聞，乾隆帝感歎道：「提督馬全乃國家出力有用之人，今力戰死事，實堪軫惜！」諡壯節，并授予騎都尉兼雲騎尉世職。

## 延伸阅读
[在维基数据编辑]
 《清史稿·卷334》，出自趙爾巽《清史稿》